# Tambora panameña
La Tambora panameña es un membráfono de golpe directo de madera, utilizado por los afrodescendientes del país para llevar el compás o bajo en el tamborito o tambor, cumbia panameña, zambapalo, bunde, bullarengue y en las danzas de Corpus Christi de algunas regiones del país. Tiene forma cilíndrica o tubular. Sus extremos están cubiertos de dos cueros respectivamente, sujetos entre sí por sogas o cuero crudo en forma de red. 

## Diseño y construcción

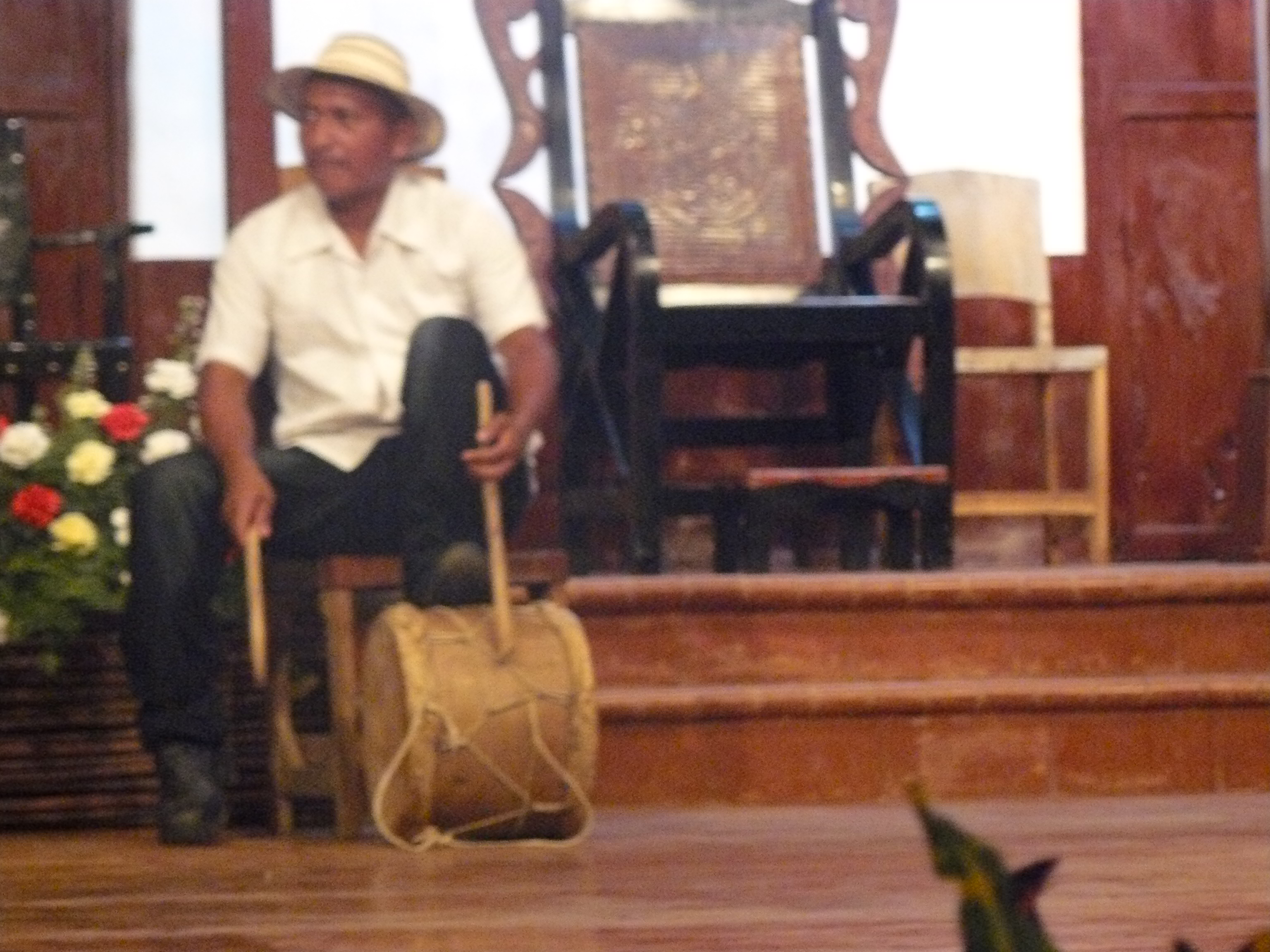
Tambora panameña siendo ejecutado por un poblador de San Miguel Centro, Penonomé, Provincia de Coclé.

El cilindro se fabrica de maderas nativas como el cedro, indio, corotú, balso, guásimo o chirimoyo. El diámetro del instrumento ronda entre 30 a 45 pulgadas.
Sus extremos son cubiertos regularmente con cuero de venado, a falta del mismo se pueden utilizar las pieles de cabra, zaino o tigre.
Los hilos para templar el cuero usualmente son de manila, sisal, abacá y algodón. Excepcionalmente pueden ser de cuero.
Para la construcción se utiliza el machete, un mazo y un escoplo largo. La madera debe estar considerablemente seca. Se corta el tronco de la dimensión deseada, se le da forma cilíndrica y se socava totalmente. Se deja algunos días a la sombra para que seque completamente y sin rajaduras. Pasado dicho periodo, se procede a suavizar los bordes de las bocas que se han de forrar y se procede a aplicarles el cuero. Se corta una rondeleta de cuero con diámetro ligeramente superior al de la boca. Se prepara el anillo de bejuco o mimbre con una unión de los extremos que no presente relieva alguno. Se prepara la soga para los tirantes; se humedece bien la membrana y se coloca sobre la boca de la tambora, se la ciñe a la pared con el anillo, flojamente. Se dobla el borde del cuero hacia arriba y se le hacen unas perforaciones  a la madera debidamente espaciadas. Se pasa por los huecos, de modo continuo, el cordel de la tensión dejando cada perforación un seno suficientemente. Es una especia de enjaretado que deja todos los senos de igual longitud. Se ajusta bien los tramos entre un ojal y otro. Se pasa a través de los senos el cordel de la cintura de dos o tres vueltas y se anudan los extremos. La cintura se cieño a regular distancia de la boca. Ates del temple final se depila el cuero, cuidadosamente, con una navaja, hasta que quede la piel bien lisa. Se asolea la tambora para curarla por varias horas cada día y finalmente se le templa la cuerdas hasta que se considere que se ha logra la calidad sonora deseada

## Forma de ejecución
Siempre se utilizan un par de palos, que pueden provenir de cualquier tipo de madera, del ancho de un trozo de mango de escoba. Nunca se utilizan las manos para tocar el instrumento.
Para ejecutarla se coloca el instrumento en el suelo o se alza sobre algún mueble golpeando ambos cueros, un solo lado y la madera dependiendo del ritmo que se ejecuta y el uso de cada región. 

## Usos regionales
La Tambora es utilizada normalmente por grupos humanos con influencia afroamericana en las siguientes regiones:
- Provincia de Darién: Es utilizada para tocar el Tamborito o Tambor, Cumbia Bunde y Bullarengue.
- La Chorrera:  Es utilizada para tocar el Tambor Chorrerano y la Cumbia.
- Chepo: Es utilizada para tocar las danzas del Corpus Christi y para tocar la Cumbia.
- Parita: Es utilizada para tocar el Tamborito.
- Provincia de Colón: Es utilizado para tocar el Congo, Cumbia, Zambapalo y la Cachimba.
- Tierras altas del distrito de Penonomé: Se utiliza para tocar el Tambor, Cumbia  y la Fachenda.